# Sizebay
Sizebay è un'azienda tecnologica brasiliana specializzata nello sviluppo di soluzioni di camerino virtuale per il settore dell’abbigliamento e delle calzature nel retail online. Fondata nel 2014, ha sede in Brasile e filiali in Portogallo e negli Stati Uniti. 

## Storia
Sizebay è stata fondata a Joinville, nello stato di Santa Catarina, da Janderson Roberto Araujo, Marcelo Motta Bastos e Patricia Cibele de Castro Araujo. L’idea della startup è nata dall’identificazione di un problema comune nell’e-commerce di moda: la difficoltà, per i consumatori, di scegliere la taglia giusta quando acquistano abiti e scarpe online. 
Sin dall’inizio, l’azienda ha investito in tecnologia, combinandola con competenze tecniche in modellistica e antropometria. Nel 2016, Sizebay ha ottenuto i suoi primi dieci clienti ed è stata selezionata per il programma di accelerazione Startup SC.
Nel 2017 ha raggiunto quota 150 clienti e, l’anno successivo, ha avviato il suo piano di internazionalizzazione, puntando ai mercati statunitense ed europeo. Sempre nel 2018, è stata selezionata per il programma StartOut Brasil a Lisbona.
Nel 2019 ha ricevuto un investimento dal fondo europeo Core Angels Atlantic, che ha spinto ulteriormente la sua espansione sia a livello nazionale che internazionale. Da quel momento, si è affermata come una delle principali soluzioni di camerino virtuale dell’America Latina. 
Nel 2022, secondo i dati della piattaforma SimilarTech, Sizebay ha conquistato la leadership globale per numero di clienti nel segmento dei camerini virtuali. Nello stesso anno è stata selezionata per il SelectUSA Summit (a Washington DC) e per il programma di accelerazione TVL Accelerator, dell’Università del Texas.
Nel 2024, Sizebay è stata acquisita dalla multinazionale brasiliana Audaces, come parte di una strategia di espansione internazionale e di rafforzamento del proprio portafoglio di soluzioni digitali dedicate alla moda e al retail.

## Vedi anche
- Commercio elettronico
- Moda digitale
- Esperienza utente